# Federazione Italiana Nuoto
La Federazione Italiana Nuoto, nota anche con la sigla FIN, è l'organo di governo, organizzazione e controllo del nuoto e di tutti gli altri sport acquatici in Italia. Affiliata al CONI, definisce i regolamenti agonistici per le discipline natatorie.

## Scopi
Come stabilito nel suo statuto la federazione ha lo scopo di organizzare, promuovere, disciplinare e diffondere le seguenti discipline acquatiche.

### Gli sport
- Nuoto
- Pallanuoto
- Nuoto di fondo
- Tuffi
- Nuoto artistico
- Nuoto per salvamento

### Discipline correlate
- Nuoto masters
- Nuoto amatoriale
- Fitness in acqua

## Storia
La Federazione Italiana Nuoto venne fondata nel 1899 a Como, ma l'adozione dello statuto e la strutturazione della stessa vennero definite il 23 maggio del 1900 a Roma. Originariamente si chiamava "Federazione Italiana di Nuoto Rari Nantes" in onore della Rari Nantes Roma, prima società di nuoto fondata in Italia, e a tutte le sue omonime sparse sul territorio nazionale (Torino, Milano, Genova, Firenze, Napoli e altre città). In questo periodo la presidenza e la sede sociale variavano periodicamente e venivano assegnate a turno ad uno dei presidenti delle Rari Nantes locali. Nel 1928, in epoca fascista, la federazione prende il nome di FIN, e in questo periodo perse la caratteristica di libera associazione privata per passare, insieme al CONI, sotto il controllo dello stato. Nel 1981, in seguito ad una legge per la regolamentazione dell'attività sportiva, vi fu una riorganizzazione che toccò aspetti sia tecnici che istituzionali. Infine nel 2001 entrò in vigore l'attuale statuto, che rispecchia la nuova legge per il riordino del CONI approvata nel 1999, e la federazione riacquistò la sua caratteristica di libera associazione privata.

## Attività

### Nuoto e Fondo
Nel nuoto i più piccoli, gli Esordienti C, iniziano le attività di propaganda, propedeutiche all'agonismo, dalla categoria Esordienti B in poi inizia il percorso agonistico a livello provinciale/regionale organizzate dai Comitati Regionali di appartenenza.
Le gare regionali/provinciali svolte dagli Esordienti A sono valide per la selezione al Trofeo delle Regioni Esordienti A che si tiene una volta all'anno. Mentre per la categoria Assoluti tutte le gare a livello regionale sono valide per la qualificazioni alle attività nazionali organizzate dalla Federnuoto nazionale.
Gli eventi natatori svolti annualmente sono
- Campionati Italiani di Nuoto in Vasca Lunga
- Campionati Italiani di Nuoto in Vasca Corta
- Criteria Nazionali Giovanili (V. 25m) (manifestazione per i giovani emergenti)
- Campionato Nazionale a Squadre - Coppa Caduti di Brema (Manifestazione nazionale su base regionale)
- Campionato Italiano di Categoria
- Campionato Italiano di Nuoto di Fondo
- Trofeo Settecolli

In tutte le manifestazioni sopra elencate è possibile qualificarsi, scendendo sotto al tempo limite richiesto dalla federazione alle manifestazioni internazionali quali europei, mondiali, olimpiadi e altro.

### Pallanuoto
Ogni comitato regionale ha il compito di organizzare i tornei con le squadre giovanili in tutta la regione.
Le varie leghe nazionali sono:
- Campionato Italiano A1 Maschile
- Campionato Italiano A2 Maschile
- Campionato Italiano A1 Femminile
- Campionato Italiano A2 Femminile
- Campionato Italiano B Maschile

Troviamo anche dei tornei: 
- Coppa Italia Maschile
- Coppa Italia Femminile
- Trofei delle Regioni
- Finali Giovanili

### Tuffi, Salvamento e Nuoto Artistico
Come negli altri settori le qualificazioni ai Meeting e alle manifestazioni nazionali partono dalle manifestazioni regionali a carico dei comitati.
La federazione organizza molte manifestazioni nazionali ai fini di qualificazione alle manifestazioni internazionali.

### Master
Il settore master da possibilità a tutti gli appassionati di nuoto sopra i 20 anni come ex atleti o semplicemente praticanti di una delle discipline natatorie di partecipare a competizioni regionali, nazionali e internazionali.
Solitamente per ogni disciplina federale si disputano due manifestazioni nazionali all'anno (una in inverno ed una in estate), non ci sono tempi limite alle partecipazioni. 
Tutte le manifestazioni riconosciute dalla Federnuoto sono parte del circuito Supermaster che contribuiranno alla fine della stagione nello stilare una classifica per società nazionale.
In italia il settore Master è preso con molta serietà e a ogni manifestazione si puntano record europei e mondiali.

## Governance della Federazione
La Federnuoto è molto rinomata per la gestione e la governance in maniera impeccabile di tutte le sue discipline e tutto ciò a loro annesse.
Tutto ciò è voluto anche grazie alla struttura della Federazione.

### Consiglio Federale
L'organo principale di governo è il Consiglio Federale così composto
| Ruolo                         | Categoria | Nome e Cognome        |
| ----------------------------- | --------- | --------------------- |
| Presidente                    |           | Paolo Barelli         |
| Segretario Generale           |           | Antonello Panza       |
| Vice Presidente e Consigliere | Dirigenti | Andrea Pieri          |
| Vice Presidente e Consigliere | Dirigenti | Giuseppe Marotta      |
| Vice Presidente e Consigliere | Atleti    | Tania Cagnotto        |
| Consigliere                   | Dirigenti | Antonio De Pascale    |
| Consigliere                   | Dirigenti | Giuseppe Gervasio     |
| Consigliere                   | Dirigenti | Patrizia Giallombardo |
| Consigliere                   | Dirigenti | Andrea Malchiodi      |
| Consigliere                   | Dirigenti | Amelia Mascioli       |
| Consigliere                   | Tecnici   | Roberto del Bianco    |
| Consigliere                   | Atleti    | Luca Piscopo          |

La cosiddetta "giunta" è il Consiglio di Presidenza, composto dai Vice Presidenti, 2 Consiglieri Federali che devono essere in rappresentanza di Atleti e Tecnici, e il Segretario. Partecipa anche il Collegio dei Revisori dei Conti.
Per il controllo interno della federazione, essa ha istituito un Organismo di Vigilanza e ha pubblicato un nuovo modello di controllo e governance chiamato Modello Organizzativo 231 .
La Giustizia sportiva è garantita dal Procuratore Federale e da tutti gli organi annessi tra cui il GSR, Commissione di Garanzia, Tribunale Federale in varie sezioni, Corte d'Appello Federale.
Per una governance più decentralizzata la Federnuoto si trova nei territori nazionali con i Comitati Regionali e Provinciali di seguito riportati.

### I Comitati Regionali
| Regione               | Nome                                        |
| --------------------- | ------------------------------------------- |
| Trentino Alto Adige   | Comitato Provinciale Alto Adige - SudTirol  |
| Trentino Alto Adige   | Comitato Provinciale di Trento              |
| Abruzzo               | Comitato Regionale Abruzzo                  |
| Basilicata            | Comitato Regionale Basilicata               |
| Calabria              | Comitato Regionale Calabria                 |
| Campania              | Comitato Regionale Campania                 |
| Emilia Romagna        | Comitato Regionale Emilia Romagna           |
| Friuli Venezia Giulia | Comitato Regionale Friuli Venezia Giulia    |
| Lazio                 | Comitato Regionale Lazio                    |
| Liguria               | Comitato Regionale Ligure                   |
| Lombardia             | Comitato Regionale Lombardo                 |
| Marche                | Comitato Regionale Marche                   |
| Piemonte              | Comitato Regionale Piemonte e Valle d'Aosta |
| Valle d'Aosta         | Comitato Regionale Piemonte e Valle d'Aosta |
| Puglia                | Comitato Regionale Puglia                   |
| Sardegna              | Comitato Regionale Sardegna                 |
| Sicilia               | Comitato Regionale Sicilia                  |
| Toscana               | Comitato Regionale Toscano                  |
| Umbria                | Comitato Regionale Umbria                   |
| Veneto                | Comitato Regionale Veneto                   |
| Molise                | Delegazione Molise                          |

### Settori
Per occuparsi delle varie materie affidate alla federazione sono stati istituiti vari settori
- Settore Impianti (Omologazioni Impianti e Normative)
- Settore Istruzione Tecnica (Formazione Tecnici e Dirigenti)
- Salvamento
- Settori Sportivi - Nuoto, Pallanuoto, Tuffi, Nuoto Artistico, Nuoto di Fondo, Salvamento Agonistico, Masters
- Settori Tecnici e Amministrativi

### Il Gruppo Ufficiali Gara (GUG)
Il Gruppo Ufficiali Gara è l'organo che ha lo scopo di reclutare, organizzare e disciplinare gli Ufficiali di Gara della FIN e provvedere con loro mezzo, alla esatta applicazione dei Regolamenti Tecnici e alle relative norme federali 
Anch'essi si suddividono in: Arbitri di Pallanuoto, Giudici di Nuoto - Tuffi - Sincro - Salvamento.
Esso ha anche il proprio consiglio nominato con le delibere del C.F - Presidente Roberto Petronilli.
Il Consiglio nazionale ha 1 Consigliere per ogni settore sportivo.
Anche esso ha le varie suddivisioni periferiche in comitati regionali.

### Enti Partecipati

#### Società
- SSD Finplus[7]

## Sponsor
La Federazione Italiana Nuoto ha diversi sponsor tra cui Arena, BPER, Unipol, IP, Enel, Herbalife, Uliveto, GES, BAC. 

## Affiliazioni
La FIN è affiliata alla World Aquatics (già FINA) della quale riconosce i regolamenti e le direttive, alla European Aquatics (già LEN), alla Confederation Mediterranéenne de Natation (COMEN), alla Confederación Latina de Natación (COLAN). La federazione, attraverso la Sezione Salvamento è anche affiliata alla International Life Saving Federation (ILS) e alla International Life Saving Europe (ILSE).